# Hansa-Lloyd
Hansa-Lloyd (Ганза-Ллойд) — з 1914 року німецький виробник автомобілів. Компанія була утворена внаслідок злиття фірм Hansa і Lloyd. Штаб-квартира знаходилася в місті Фарель. У 1929 році компанію купує фірма Borgward. З 1931 року компанія почала виробництво автомобілів під окремими іменами — Hansa і Lloyd.

## Компанія Hansa
Hansa Automobil Gesellschaft була заснована в 1905 році. Заснував фірму Роберт Аугуст Споркхрост. У 1906 році почався випуск одноциліндрового автомобіля, який оснащувався двигуном фірми Де Діон. Фірма швидко розвивалася, і незабаром вона відмовляється від покупних моторів, сконструювавши власний 4-циліндровий мотор для моделі 6/14.
Незабаром фірма стала займатися випуском великих автомобілів з моторами 2.5 л (32 сили) — модель F, і 3.8 л (55 сил) — модель Е, які мали верхнє розташування клапанів. Перша модель поставлялася переважно зі спортивними кузовами, які тоді мали модне ім'я Alpine, на честь Альпійських гонок.
Друга, більш велика, машина в основному випускалася із соліднішими кузовами, такими як лімузин.
Окрім них, випускалися серії з меншими моторами, як, наприклад, модель С.

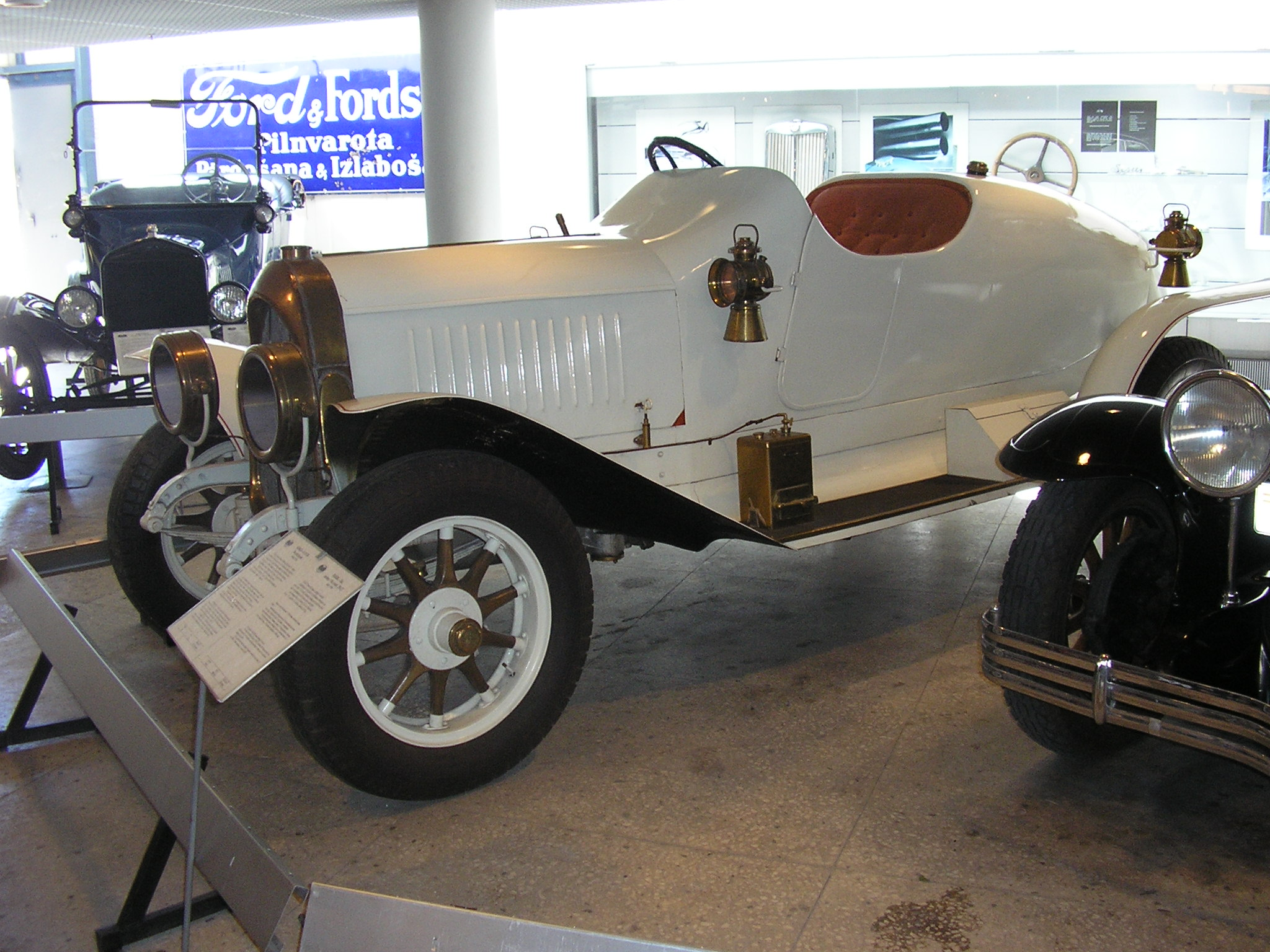
Hansa B

Також з'явилася більш легка спортивна машина, вона оснащувалася мотором 1.8 л, розвивала 20 сил.
У 1913 році HAG купує фірму Westfalia і починає випускати 2 марки, безпосередньо «Ганза» і «Вестфалія». Але в 1914 році припиняє випускати машини під маркою «Вестфалія».
У 1914 році фірма HAG зливається з автомобільною фірмою Norddeutsche Automobil und Motoren AG (NAMAG), яка випускає автомобілі під маркою Lloyd.

## Компанія Lloyd
«Ллойд» був утворений у 1906 році як дочірнє підприємство корабельної фірми Norddeutsche Lloyd з подачі Генріха Віганда, який був генеральним директором компанії.

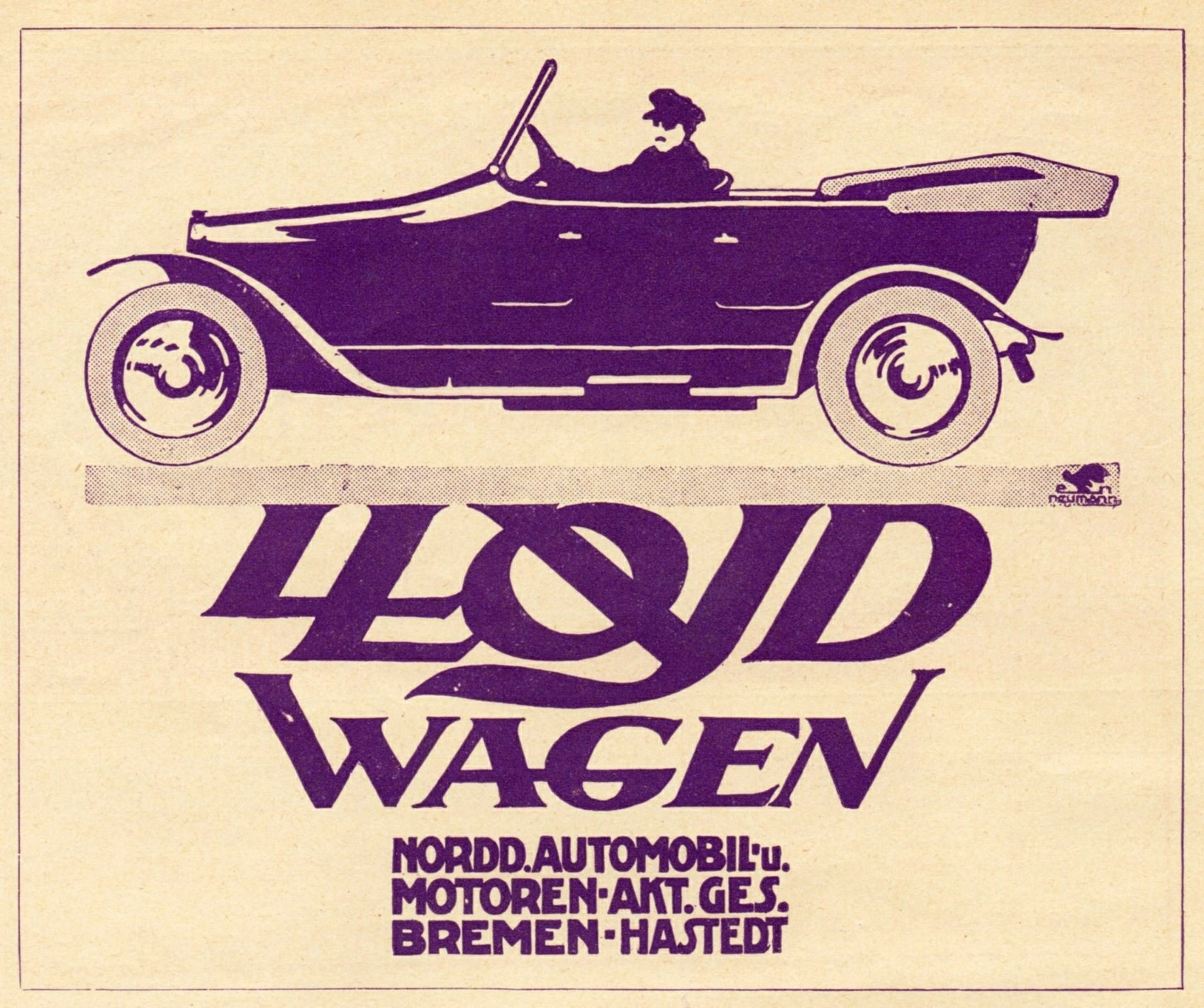
Lloyd 15/35

Першими автомобілями компанії стали електромобілі, що випускалися за ліцензією фірми «Крігер». Але в 1908 році стало зрозуміло, що майбутнє за автомобілями з моторами внутрішнього згоряння: «Ллойд» починає випускати 3.7-літрову модель 15/35.
Це була велика і дорога машина, але популярності вона не здобула. «Ллойд» був відомий насамперед своїми вантажними автомобілями.

## Заснування компанії Hansa-Lloyd

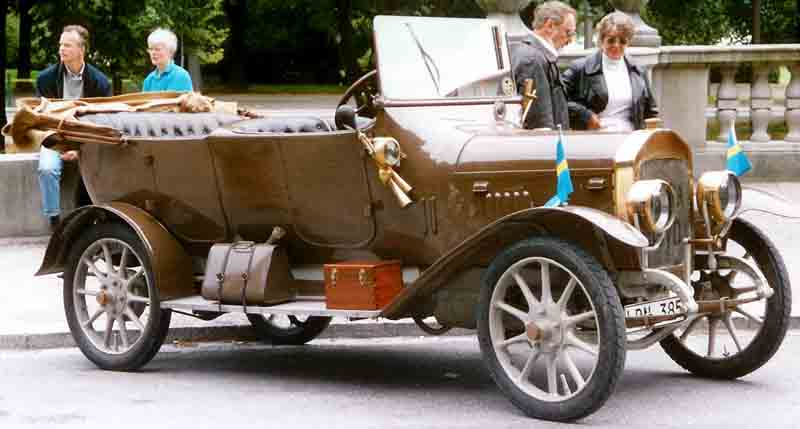
Hansa-Lloyd L 6/10PS

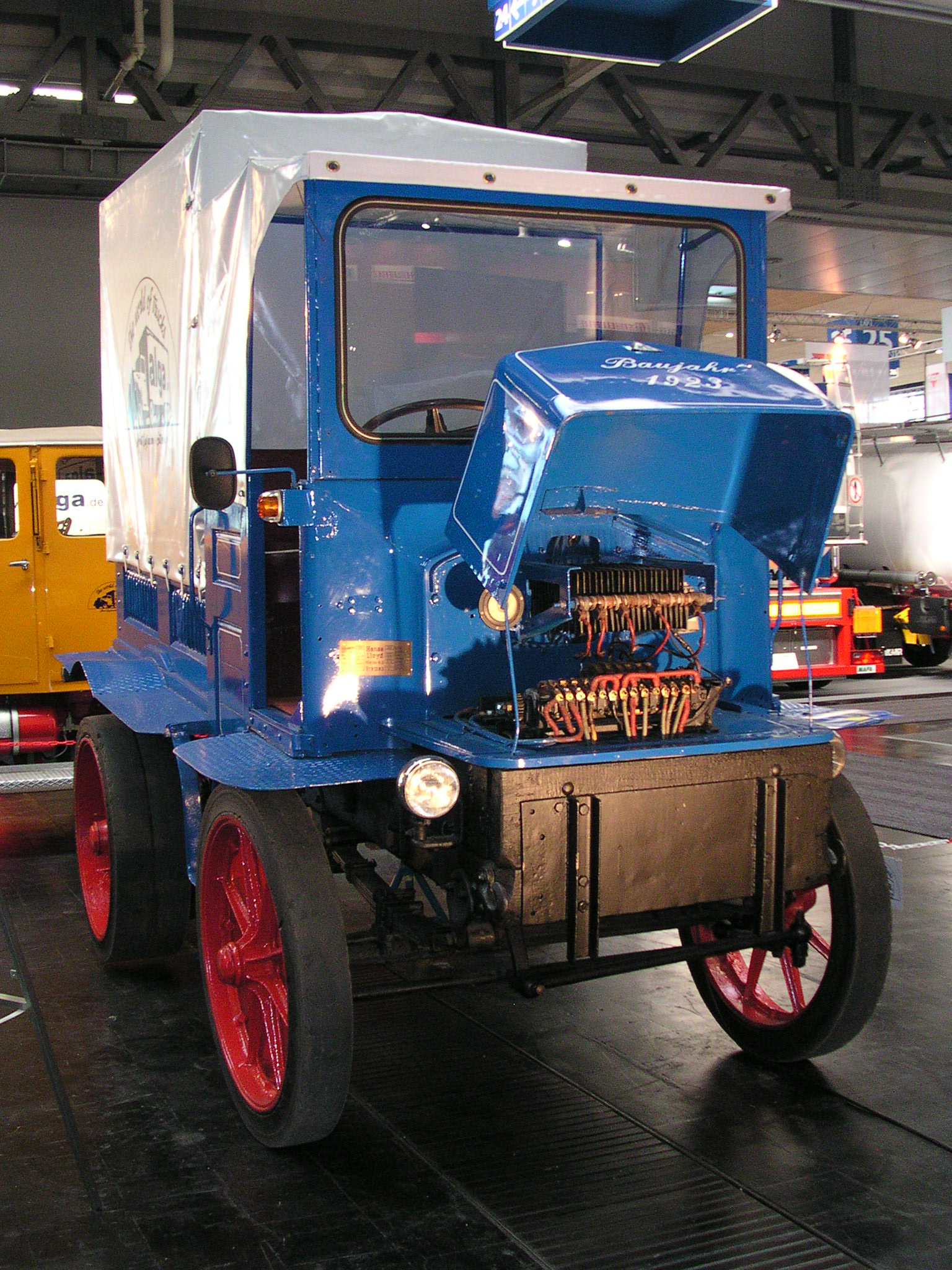
Hansa-Lloyd CL5

У 1914 році фірми об'єдналися в одну компанію, у якій правління фірми «Ганза» домінувало над NAMAG. Перед війною встигли випустити кілька легкових моделей.

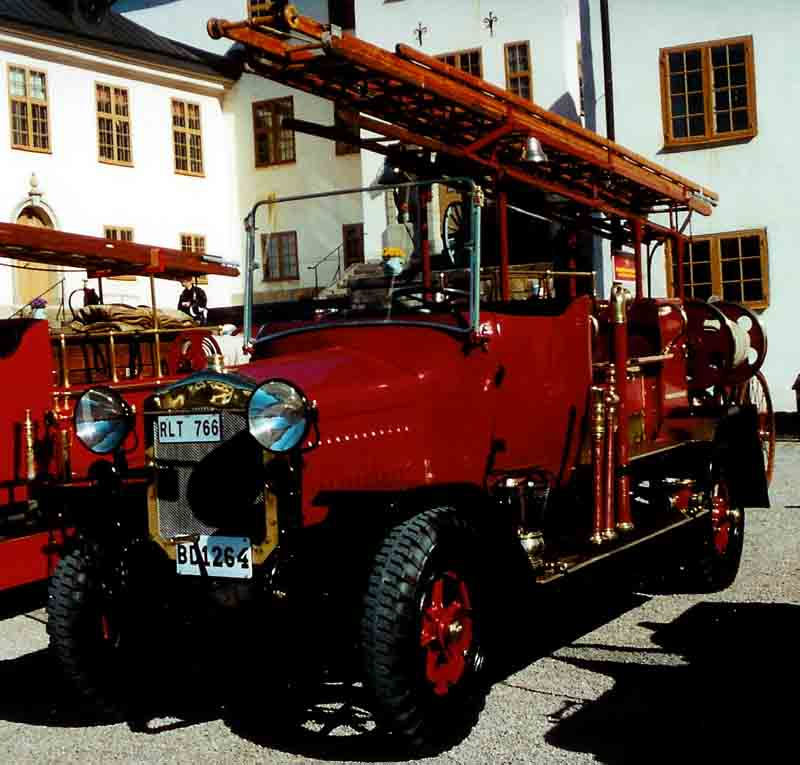
Пожежний Hansa-Lloyd

Під час Першої світової війни компанія перемикається на випуск вантажної техніки. По війні фірма продовжує виготовляти найбільше вантажних машини, але в 1923 році з'являється великий легковий автомобіль, який має об'єм 4 л і потужність 55 сил — «Тип Н».
За кілька років фірма виробляє перший німецький 8-циліндровий автомобіль: мотор має об'єм 4.5 л, а його блок відлито з силуміну. Легковик здобув прізвисько «Trumpf As», тобто «Козирний туз».

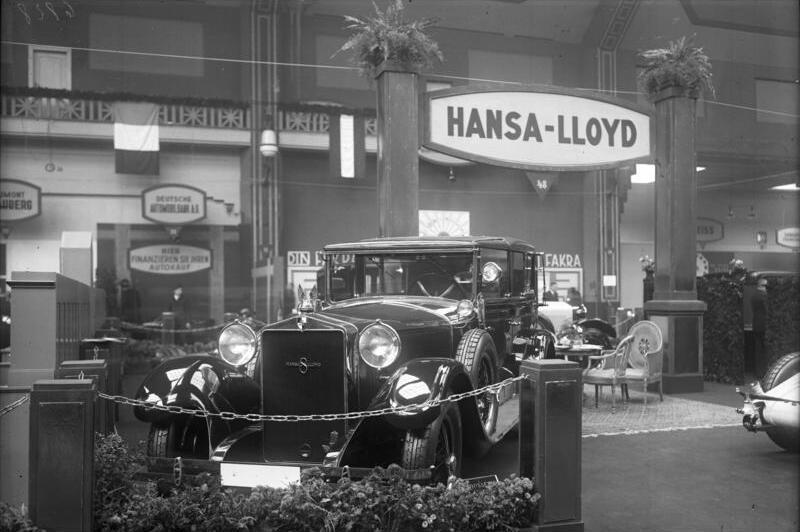
Hansa-Lloyd H 5.2 1929 року

Через деякий час мотор збільшили до 5.2 л — двигун розвивав усі 100 сил і швидкість до 125 км/год.

## Придбання компанії фірмою Borgward
Основною ж виробничою програмою марки були вантажні машини. Потім у 1929 році компанію придбав Карл Боргвард.

## Список автомобілів Hansa (до входження в концерн Borgward)
- 1906 — Hansa A8
- 1907 — Hansa 6/14
- 1908 — Hansa F
  - Hansa E
  - 1909 — Hansa C
  - 1910 — Hansa B

## Список легкових автомобілів Lloyd (до входження в концерн Borgward)
- 1906 — Lloyd CL5
- 1908 — Lloyd 15/35

## Список легкових автомобілів Hansa-Lloyd (до входження в концерн Borgward)
- 1914 — Hansa-Lloyd L 6/10PS
  - Hansa-Lloyd 16/50 PS
- 1923 — Hansa-Lloyd H